# Baulers
Baulers (en wallon Baulé) est une section de la ville belge de Nivelles située en Région wallonne dans la province du Brabant wallon.
C'était une commune à part entière avant la fusion des communes de 1977.
La devise de la localité serait Balerium Semper Vivens (« Baulers Vivra Toujours »).[réf. souhaitée]

## Toponymie
Du mauvais (germanique *balwa) larris (germanique *hlœri),.
Formes anciennes : 
- 877 : Ballarum ;
- 1059 : Bollaria.

## Démographie
- Sources:INS, Rem:1831 jusqu'en 1970=recensements, 1976= nombre d'habitants au 31 décembre

## Histoire
Une partie de la seigneurie de Rognon fusionna avec Baulers sous le régime français.
De 1971 à 1981, le circuit automobile de Baulers a accueilli diverses compétitions de sports mécaniques. Définitivement fermé en 1981, le circuit est resté une dizaine d'années à l'abandon avant d'être en grande partie détruit pour céder la place à une zone industrielle.

## Liste des bourgmestres de 1830 à 1977
- Lucien Glibert, de 1953 à 1976, (PLP).

## Patrimoine et culture

### Culture

#### Fêtes
(septembre 2022).
- Fête des géants[5].
- Fête aux potirons[6] (Emeraude).

## Personnalités
- Jean Ransy (1910-1991) : artiste peintre surréaliste et oniriste né à Baulers.
- Constantin-Eugène de Burlet (1846-1925) : bourgmestre de Baulers et chef d'entreprise ferroviaire en Belgique et à l'étranger.